# Piet Raemdonck
Piet Raemdonck (Gent 1972) is een Belgisch beeldend kunstenaar.
Raemdonck is voornamelijk bekend als schilder. Hij hanteert klassieke schilderkunstige genres: het landschap, het stilleven, het interieur, ... en zet die naar zijn hand. De menselijke figuur komt, op enkele uitzonderingen na in zijn vroegere werk, slechts in de marge aan bod.In het werk van Piet Raemdonck verschijnen, zowel in het onderwerp als in de techniek, romantische elementen. Tegelijk dialogeren in zijn werk figuratie en abstractie; soms maakt het onderwerp zich kenbaar, dan weer weinig of niet. De kijker moet er dan naar op zoek gaan. Kleur vormt een rode draad in zijn oeuvre: Colour is a leitmotif in my work [ …] A painting can be perceived as a group of colours that both converge and diverge. An in and out, an up and down. The transformative power of light fills me with awe.
In recenter werk verschuiven klassieke manieren van weergave naar de achtergrond. Ze maken plaats voor naïviteit en geometrische abstrahering. Raemdonck bevraagt de beeldgrens: de randen van het werk zijn vaak onduidelijk, ambigue. Waar begint het schilderij? Waar eindigt het?
Piet Raemdonck werkt zowel in olieverf, oliekrijt, acrylverf, aquarel als kleurpotlood, ... op doek, op paneel en papier. Met regelmaat duiken collagetechnieken op in zijn werk.
Piet Raemdonck volgde de opleiding Vrije Grafiek aan Sint-Lukas Antwerpen (vandaag Karel de Grote Hogeschool) en één jaar filmregie aan Sint-Lukas Brussel.
In november 2016 verscheen bij Uitgeverij Hannibal de lijvige monografie 'Piet Raemdonck what I've seen and what I've dreamt', die een ruime selectie toont uit het oeuvre van de kunstenaar. Schrijvers en kunstcritici Leonard Koren, Abdelkader Benali, Els Fiers en Philip Feyfer bespreken er zijn werk. Ook Regisseur Joachim Lafosse komt er in aan het woord: Au coin d’un quartier d’Anvers, [ …] j’ai découvert les toiles, leur vitalité, leur lumière, leur accueil. Je me suis pas tout de suite arrêté, j’ai continué mon chemin, donné la mémoire à l’oubli et les peintures ce sont mis à me manquer, j’ai fait demi tour, j’ai regardé à nouveau et j’ai compris que cette œuvre était ‘une chambre en soi’, j’ai compris que jamais plus, je ne l’oublierai. (Tijdens een wandeling door Antwerpen [ …] ontdekte ik zijn vitale, heldere, uitnodigende doeken. Ik ben niet meteen blijven staan. Ik liep door en liet mijn gedachten de vrije loop, maar de schilderijen kwamen me opnieuw voor de geest. Ik maakte rechtsomkeer en keek nog eens en toen begreep ik dat dit werk iets heel aparts was, ik besefte dat ik nooit meer zou vergeten).
Piet Raemdonck werkt sinds 1994 samen met galeries in België en Nederland, zowel voor solo- als voor groepstentoonstellingen. In 2007 opende hij een exporuimte voor zijn werk in de modernistische Fierensblokken in Antwerpen. Een paar jaar later breidde de exporuimte uit met een tweede vleugel. Hij organiseerde er verscheidene thematische tentoonstellingen en werd een vaste waarde op het Antwerpse Zuid. Eind 2017 volgde een dubbeltentoonstelling in Havana, Cuba.
Het werk van Piet Raemdonck figureert in de film Hannah (Andrea Pallaoro USA/IT/B) met Charlotte Rampling in de hoofdrol. Ook waren er samenwerkingen met o.a. Axel Vervoordt, Gert Voorjans, Dries Van Noten en Christian Wijnants.

## Tentoonstellingen
- Kronenburgstraat 41, Antwerpen (B): 'New Horizons' (2018)
- Centro de Arte Contemporáneo Wifredo Lam, Havana, (CU) & Art Space 331, Havana, (CU) 'En un jardín belga' (2017)
- Kronenburgstraat 41, Antwerpen (B): 'Halfway There' (2017)
- Galerie Zwart Huis, Knokke/Antwerpen (B): 'Landscapes' (met Koen Deprez, Fik Van Gestel, Jan De Vliegher, Yves Beaumont, Colin Waeghe en Jozef Van Ruyssevelt) (2016)
- Galerie Zwart Huis, Knokke (B): 'Look No Further' (2015)
- Kronenburgstraat 41, Antwerpen (B): 'Drugstore' (2015)
- Kronenburgstraat 41, Antwerpen (B): 'Atlas' (2014)
- Kronenburgstraat 41, Antwerpen (B): 'Interieurexterieur' (2014)
- Kronenburgstraat 41, Antwerpen (B): 'Revelaties' (2013)
- Kronenburgstraat 41, Antwerpen (B): 'This Other Place' (2013)
- Kronenburgstraat 41, Antwerpen (B): 'The Juggler's Garden' (2012)
- Kronenburgstraat 41, Antwerpen (B): 'Fresh Flowers, Constructions & Deconstructions (2011)
- Galerie Zwart Huis, Knokke (B) : 'Kamerzichten' (met Jozef Van Ruyssevelt) (2011)
- Kronenburgstraat 41, Antwerpen (B): 'Omaggio A Morandi' (2010)
- Kronenburgstraat 41, Antwerpen (B): 'Water Music' (2009)
- Kronenburgstraat 41, Antwerpen (B): ''Fun City' (met Luc Boudens) (2008)
- HSO, Antwerpen (B) ‘Composities’ (2007)
- Kronenburgstraat 41, Antwerpen (B): 'More Flower Vases' (2007)
- Galerie Quintessens, Utrecht (NL): 'Composities’ (met Peter Blokhuis) (2006)
- Christophe Coppens, Brussel (B): ‘These are a few of my favorite things’(2005-2006)
- Indian Caps, Antwerpen (B): ‘Nothing but flower vases’ (2005)
- Galerie Zijsprong, Antwerpen (B): ‘Drâa-Valley Southern Morocco’ (2005)
- Boer en Croon, Amsterdam (NL): 'Bloemlezing' (2004)
- Galerie Zijsprong, Antwerpen (B): ‘Ringenhof’ (2004)

- Gemeinsame Normdatei: 1122202601
- RKD-Nederlands Instituut voor Kunstgeschiedenis: 483177
- Virtual International Authority File: 9558148269715405230004
- WorldCat: E39PBJxhgxCq9CQgFPvFVRDcyd